# Sheryl Lee Ralph
Sheryl Lee Ralph, née le 30 décembre 1956 à Waterbury, Connecticut, est une chanteuse et actrice américaine.

## Filmographie

### Cinéma
- 1988 : Oliver et Compagnie (Oliver & Company) de George Scribner : Rita (voix)
- 1990 : To Sleep with Anger de Charles Burnett
- 1992 : Monsieur le député (The Distinguished Gentleman) de Jonathan Lynn : Miss Loretta
- 1993 : Sister Act, acte 2 (Sister Act 2: Back in the Habit) de Bill Duke : Florence Watson
- 1994 : La Famille Pierrafeu (The Flintstones) de Brian Levant : Mrs Pyrite
- 1995 : White Man (White Man's Burden) de Desmond Nakano : Roberta
- 1999 : Situation critique (Deterrence) de Rod Lurie : Gayle Redford
- 2025 : Ricky de Rashad Frett : Joanne

### Télévision

#### Séries télévisées
- 1978 : A.E.S. Hudson Street : Nurse
- 1978 : Husbands, Wives & Lovers : Joelle
- 1978 : Good Times : Vanessa Blake
- 1979 : Wonder Woman : Bobbie
- 1979 : The Jeffersons : Jeanie
- 1983 : Search for Tomorrow : Laura MacCarthy
- 1984 : V : Glenna
- 1985 : Code Name: Foxfire : Maggie Bryan
- 1986 : Rick Hunter : Josie Clifford
- 1987 : La loi de Los Angeles : Renee Quintana
- 1986-1989 : It's a Living : Ginger St. James
- 1990 : Falcon Crest : Mooshy Tucker
- 1990 : New Attitude : Vicki St. James
- 1992-1993 : Femmes d'affaires et Dames de cœur : Etienne Toussaint Bouvier
- 1993-1994 : George : Maggie Foster
- 1995 : Street Gear : Sarah Davis
- 1996-2001 : Moesha : Dee Mitchell
- 1999 : Les Parker : Dee Mitchell
- 2000-2001 : Washington Police : Lt. Dee Banks
- 2003 : Static Shock : Trina Jessup
- 2003 : Whoopi : Florence
- 2003 : Las Vegas : Janet Ellis
- 2005 : Barbershop : Claire
- 2006 : 7 à la maison : Nurse
- 2006 : Urgences (ER) : Gloria Gallant
- 2007 : Exes & Ohs : Reverand Ruby
- 2008 : Hannah Montana : Clarice Johnson
- 2013 : Smash : Cynthia Moore
- 2013-2015 : L'apprentie maman : Maggie Turner
- 2013-2020 : Ray Donovan : Claudette
- 2014 : 2 Broke Girls : Genet Bromberg
- 2014 : One Love : Carolyn Winters
- 2014 : See Dad Run : Vanessa
- 2014 : Nicky, Ricky, Dicky et Dawn : Mme Dumont
- 2016 : Esprits criminels : Hayden Montgomery
- 2017 : H.E.I.R. : Sheryl Lee Ralph
- 2017 : One Mississippi (en) : Felicia Hollingsworth
- 2017-2018 : MacGyver : la mère du Chasseur de Primes (Mama Colton)
- 2018 : The Quad : Ula Pettiway
- 2018 : Claws : Matilde
- 2019 : Fam : Rose
- 2020 : Motherland: Fort Salem : Présidente Kelly Wade
- 2021 - actuellement : Abbott Elementary : Barbara Howard

#### Téléfilms
- 1978 : The Krofft Comedy Hour de Alan Myerson, Jack Regas & Howard Storm : différents personnages
- 1982 : The Neighborhood de Lee H. Katzin : Doris Campbell
- 1986 : Pros & Cons de Stuart Margolin : Roberta
- 1987 : Sister Margaret and the Saturday Night Ladies de Paul Wendkos : Corelle
- 1991 : The Gambler Returns: The Luck of the Draw de Dick Lowry : Miss Rosalee
- 1993 : Cas de conscience (No Child of Mine) de Michael Katleman : Marjorie Duncan
- 1994 : Witch Hunt de Paul Schrader : Hypolyta Kropotkin
- 2001 : Jennie (The Jennie Project) de Gary Nadeau : Dr Pamela Prentiss
- 2004 : Kink in My Hair de Tonya Williams : Novelette
- 2007 : Odicie de Dustin Gould : Taante Amy
- 2016 : Crushed de Scott Ellis : Bella Black
- 2017 : Le chalet de Noël (Christmas at Holly Lodge) de Jem Garrard : Nadine
- 2018 : Nuits blanches à Noël (No Sleep 'Til Christmas) de Phil Traill : Mme Wright
- 2019 : Bienvenue à l'hôtel de Noël (Christmas Hotel) de Marla Sokoloff : Marnie
- 2020 : Coup de foudre en talons aiguilles (Fashionably Yours) de Nimisha Mukerji : Janet
- 2021 : Tous en scène à Noël (Christmas in My Heart) de Pat Kiely : Ruthie Sampson

## Albums
In the Evening (1984, The New York Music Company)
1. You're So Romantic (4:38)
2. In the Evening (3:50)
3. Give Me Love (3:34)
4. Evolution (4:02)
5. Back to Being in Love (3:01)
6. Be Somebody (3:35)
7. I'm Your Kind of Girl (3:55)
8. B.A.B.Y. (3:15)
9. Ready or Not (3:46)
10. I'm So Glad That We Met (3:56)

Produit et arrangé par Trevor Lawrence.

## Singles
Source : Awards sur allmusic.com
- 1983 : When I First Saw You
- 1984 : In The Evening
- 1985 : You re So Romantic
- 1999 : Here Comes The Rain Again

## Distinctions

### Récompenses
- Independent Spirit Awards 1991[3]

### Nominations
- Tony Awards 1982 : Tony Award de la meilleure actrice dans une comédie musicale pour Dreamgirls[4]
- Golden Globes 2023 : Meilleure actrice dans un second rôle dans une série musicale, comique ou dramatique pour Abbott Elementary